# Ốc vít

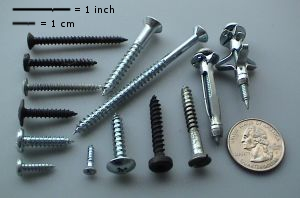
Một số loại ốc vít

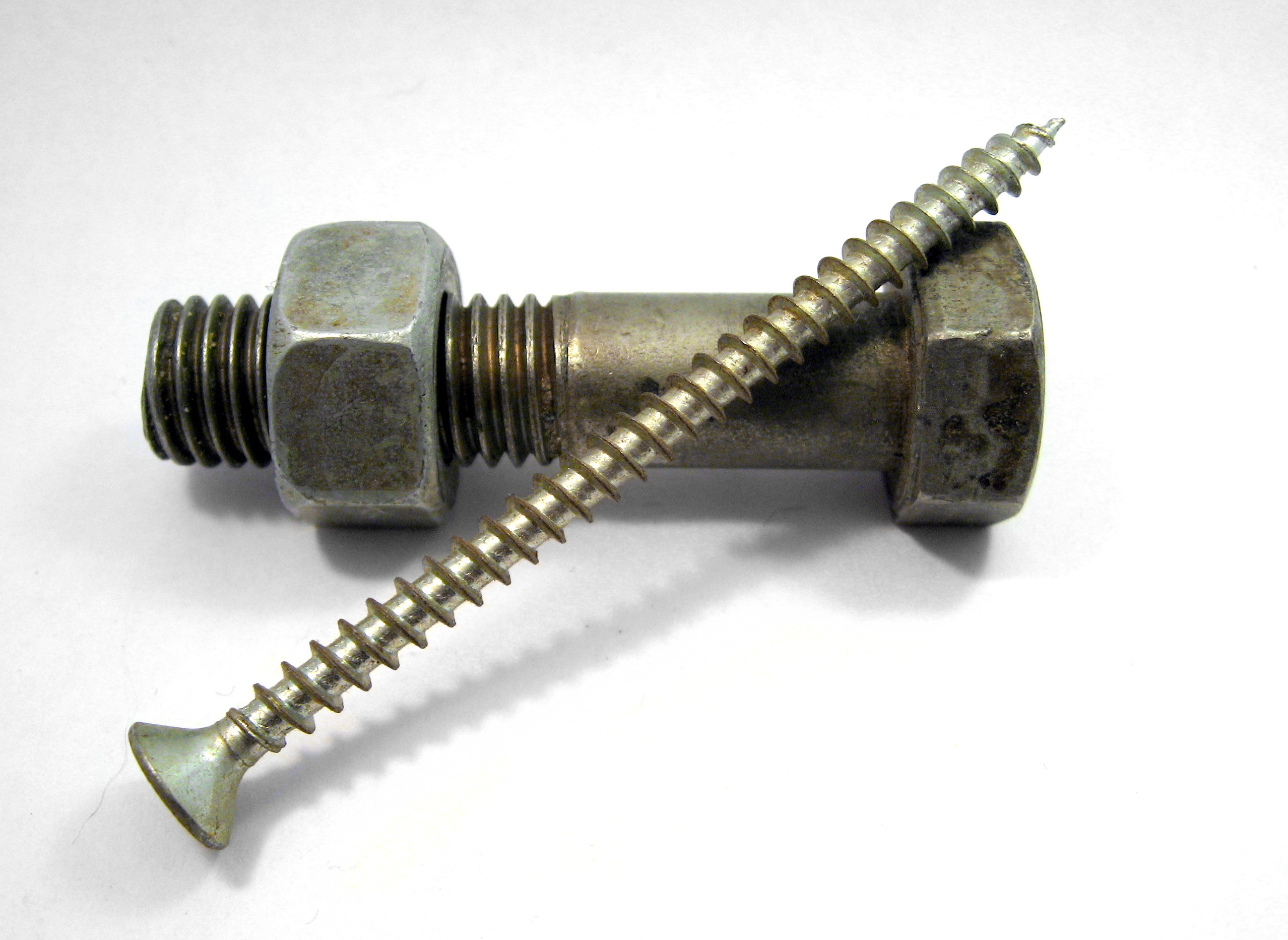
Một bu-lông (có đai ốc) và đinh vít

Vít còn được gọi là ốc vít, đinh vít hay đinh ốc. Vít xuất phát từ tiếng Pháp là vis. Vít và bu lông là những chi tiết lắp xiết tương tự nhau, thường được làm bằng kim loại và có thiết kế đặc trưng rãnh xoắn, được gọi là ren ngoài. Vít và bu lông được sử dụng để kẹp chặt các vật liệu với nhau bằng cách gắn ren vít với một rãnh ren tương tự (gọi là ren trong) trong một bộ lắp nối. Chiều xoắn của ốc có thể xác định qua quy tắc bàn tay phải, ngược lại quy tắc cái đinh ốc (cũng tương đương với quy tắc bàn tay phải trong việc xác định chiều của cảm ứng từ cũng như chiều dòng điện).
Khi vặn vít (ốc vít, đinh vít) vào vật liệu, các vòng xoắn của vít cắt vào vật liệu, tạo ra một gắn kết bên trong giúp các vật liệu buộc chặt lại với nhau và ngăn lực tách ra. Có nhiều ốc vít cho nhiều loại vật liệu; những thứ thường được gắn chặt bằng ốc vít bao gồm gỗ, kim loại tấm và nhựa.

## Giới thiệu
Vít là sự kết hợp của các máy cơ đơn giản như mặt phẳng nghiêng và nêm. Về cơ bản, vít là một mặt phẳng nghiêng được quấn quanh trục trung tâm, nhưng đồng thời ren vít cũng có cấu tạo mặt phẳng nghiêng có cạnh sắc xung quanh hướng ra ngoài, đóng vai trò hình nêm khi nó đẩy vào vật liệu mà vít gắn vào.

Cấu tạo của một vít bắt gỗ:
a) đầu vít;
b) thân vít không có ren;
c) thân vít có ren;
d) đầu mút.

Vít, cùng với vít cấy (stud), bu lông, đai ốc, là một loại chi tiết lắp xiết (hay còn gọi là chi tiết kẹp chặt). Điểm chung của những chi tiết lắp xiết là chúng đều có ren (răng) vít có thể gắn vào vật liệu hoặc đai ốc khi vặn. Chi tiết lắp xiết có ren vặn hoặc rãnh xoắn trên bề mặt bên ngoài trục được gọi là ren ngoài, thường gặp ở vít, vít cấy, hoặc bu lông. Bộ phận có ren hoặc rãnh xoắn trên bề mặt bên trong được gọi là ren trong, thường gặp ở đai ốc hoặc lỗ ren.
Thông thường, vít có cấu tạo gồm các phần như đầu vít, thân vít, và đầu mút. Thân ren có thể là dạng thân lắp ren một phần hoặc thân lắp ren toàn bộ (ren trên toàn bộ phần thân ren). Hình dạng thiết kế của rãnh xoắn tạo thành ren được gọi là "dạng ren" hay "profin ren". Profin ren là đường bao của mặt cắt ren khi mặt phẳng cắt chứa trục ren. Profin ren bao gồm ba phần chính là đỉnh ren, chân ren (đáy ren), và cạnh ren. Đỉnh ren là phần nổi cao nhất của ren, đáy ren là phần thấp nhất của ren, còn cạnh ren là phần nối tiếp giữa đỉnh và đáy ren.
Đường kính danh nghĩa (đường kính ngoài cơ sở, ký hiệu: d) của ren được định nghĩa bằng đường kính vòng đỉnh ren đối với ren ngoài và bằng đường kính vòng đáy ren đối với ren trong. Ngược lại, đường kính trong của ren là đường kính vòng đáy ren đối với ren ngoài và đường kính vòng đỉnh ren đối với ren trong. Bước ren (ký hiệu: P) là khoảng cách giữa hai đỉnh ren kề nhau theo chiều dọc trục. Bước xoắn (ký hiệu: Ph hoặc L) là khoảng cách di chuyển dọc trục của một điểm trên đỉnh ren khi vít xoay một vòng (360°) quanh trục. Đối với ren một bước xoắn, bước xoắn bằng với bước ren, nghĩa là một điểm trên đỉnh ren sẽ trở thành đỉnh ren kế tiếp sau khi ren xoay được một vòng.
Hướng của đường xoắn ốc tạo thành ren được gọi là hướng xoắn. Đa số các loại vít được vặn bằng cách quay theo chiều kim đồng hồ, được gọi là ren phải. Tuy nhiên, vít có ren trái được sử dụng trong một trường hợp đặc biệt, khi lực tải có xu hướng làm lỏng ren phải. Một số ví dụ sử dụng vít ren trái là bàn đạp bên trái của xe đạp, bóng đèn trên tàu hỏa (để tránh bị mất cắp), hoặc vít đóng nắp quan tài. Theo Tiêu chuẩn Việt Nam TCVN 5907:1995 (ISO 6410-1-1993), trên các chi tiết lắp xiết như vít, đối với ren phải, không cần ghi hướng xoắn của ren; còn đối với ren trái, hướng xoắn được ký hiệu bằng "LH", ghi sau kích thước bước ren. Nếu trên cùng một chi tiết có cả ren phải và ren trái, thì phải ghi rõ hướng xoắn cho từng loại ren ("RH" cho ren phải và "LH" cho ren trái).

## Bu lông

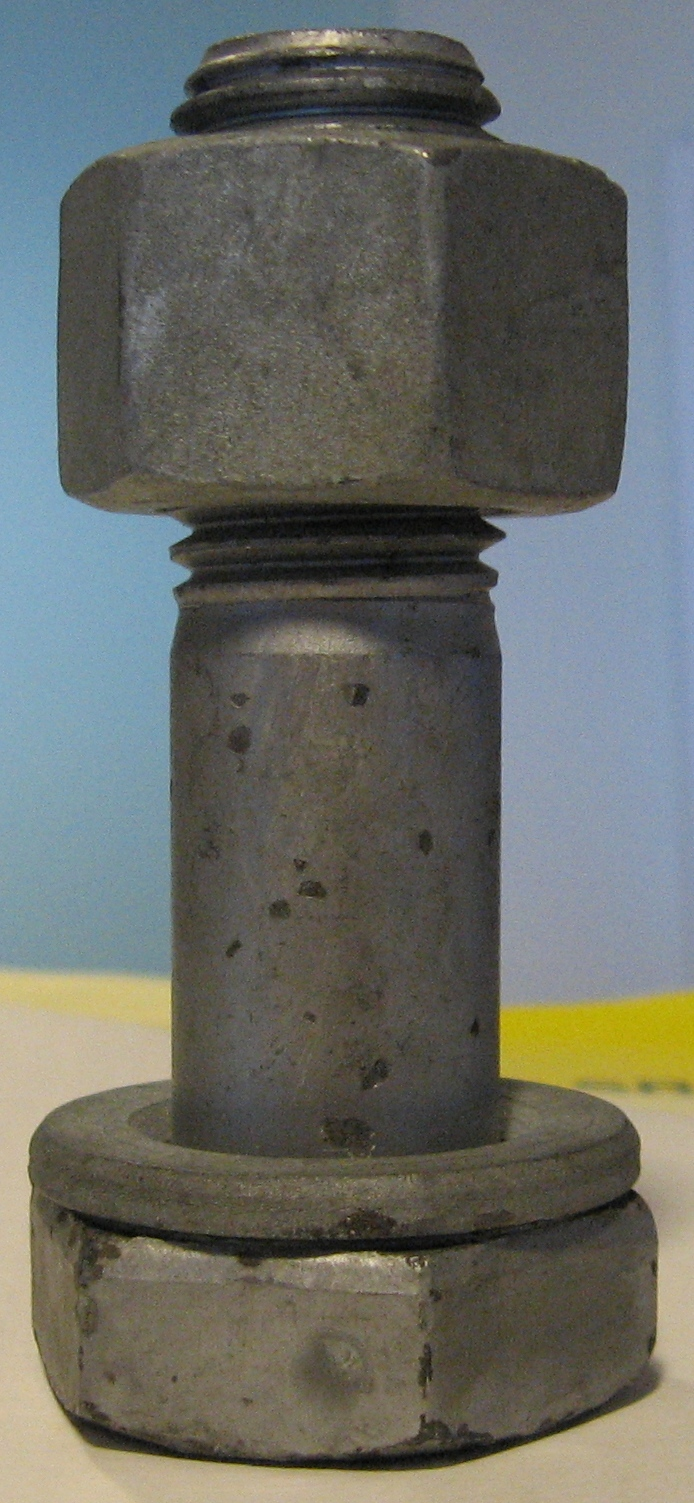
Bu lông được gắn với đai ốc và vòng đệm

Bu lông hay bù loong (tiếng Pháp: boulon), là một sản phẩm cơ khí được sử dụng để lắp ráp, ghép nối các chi tiết lại thành một khối, là chi tiết kẹp chặt, thường có dạng thanh trụ, một đầu có mũ 6 cạnh ngoài hoặc trong (chìm), một đầu có ren để vặn với đai ốc. Mối lắp ghép bằng bu lông có thể chịu được tải trọng kéo cũng như uốn rất tốt, nó lại có độ bền, độ ổn định lâu dài. Việc tháo lắp cũng như hiệu chỉnh mối ghép bu lông rất thuận tiện, nhanh chóng và không đòi hỏi những công nghệ phức tạp như các mối lắp ghép khác. Do có nhiều ưu điểm nên bu lông được sử dụng rộng rãi trong các máy móc, thiết bị công nghiệp, các công trình xây dựng, công trình giao thông, cầu cống... ở khắp mọi nơi trên thế giới.

## Phân biệt bu lông và vít
Sách Machinery's Handbook (Sổ tay Cơ khí) định nghĩa sự khác biệt giữa bu lông và vít như sau:
Bu lông là một chi tiết lắp xiết có ren ngoài được thiết kế có thể xuyên qua qua lỗ trên các bộ phận lắp ráp và thường được dùng để siết chặt hoặc tháo ra bằng cách vặn đai ốc. Vít là một chi tiết lắp xiết có ren ngoài có có thể xuyên qua qua lỗ trên các bộ phận lắp ráp, kết hợp với ren trong đã được định hình sẵn hoặc tạo thành rãnh ren của chính nó, và có thể được siết chặt hoặc nhả ra bằng cách xoay đầu vít. Một chi tiết lắp xiết có ren ngoài không bị xoay trong quá trình lắp ráp và có thể được siết chặt hoặc tháo ra chỉ bằng cách vặn đai ốc được gọi là một bu lông. (Ví dụ: bu lông đầu tròn, bu lông đầu có rãnh, bu lông đầu bằng thân trụ vuông.) Một chi tiết lắp xiết ren ngoài có profin ren sao cho không thể lắp ráp với đai ốc có ren thẳng nhiều bước ren được gọi là vít. (Ví dụ: vít gỗ, vít tự cắt ren.)